# The Bad Man and the Ranger
The Bad Man and the Ranger è un cortometraggio muto del 1912 diretto da Allan Dwan. Di genere western, la pellicola fu prodotta dall'American Film Manufacturing Company e distribuita dalla Film Supply Company. Aveva come interpreti J. Warren Kerrigan, Pauline Bush, Jack Richardson.

## Trama
Jim Hickey è un fuorilegge: incapricciato della bella Rosalyn, un giorno la bacia contro la sua volontà. La ragazza se ne lamenta con il padre, il vecchio Perkins, rigido gentiluomo del sud, un tradizionalista che organizza subito un duello per dirimere la questione. Avversario di Jim sarà l'innamorato di Rosalyn, Bob Blackburn. I due duellanti hanno a disposizione ognuno una pallottola, caricata nelle rispettive pistole da Perkins. Bob, però, rinuncia a sparare, mentre Jim non fa altrettanto. Una settimana più tardi, dopo essere stato nominato vice sceriffo, Bob parte alla ricerca di Jim e dei suoi compari. Il bandito, però, riesce a catturarlo. Ma, riconoscendo Bob, vuole sdebitarsi con lui, memore del fatto che, quando avrebbe potuto farlo, ha evitato di ucciderlo e così lo libera.

## Produzione
Il film fu prodotto dalla Flying A (American Film Manufacturing Company).

## Distribuzione
Distribuito dalla Film Supply Company, il film - un cortometraggio in una bobina - uscì nelle sale cinematografiche statunitensi il 14 agosto 1912. Uscì anche nel Regno Unito, distribuito il 9 ottobre di quello stesso anno.